# Ото I фон Лайзниг
Ото I фон Лайзниг (на немски: Otto I Burggraf von Leisnig; † между 26 април и 19 август 1363) е бургграф на замък Лайзниг (1328), господар на 1/2 Гнандщайн (част от Фробург), господар на Роксбург (1321 – 1363) и Пениг (1333 – 1359) в Саксония.
Той е петият син (от 6 сина) на бургграф Алберо III/Албрехт II фон Лайзниг († 1308) и съпругата му бургграфиня Агнес фон Майсен († сл. 1317), сестра на бургграф Майнхер IV фон Майсен († 1303/1308), дъщеря на бургграф Майнхер III фон Майсен (1246 – 1308) и София фон Лобдебург-Арншаугк († пр. 1323). Потомък е на Хайнрих фон Лайзниг († сл. 1157). Баща му е брат на Албрехт III фон Лайзниг († 1312), епископ на Майсен (1296 – 1312).
Братята му са бургграф Албрехт IV фон Лайзниг († 1349), Майнхер I фон Лайзниг († сл. 1339/1359), Албрехт фон Лайзниг († 1340), катедрален пробст в Майсен (1327 – 1339), домхер в Магдебург (1338), Хайнрих фон Лайзниг († сл. 1346) и бургграф Николаус фон Граупен и Илбург († 1319).
Родът на бургграфовете на Лайзниг измира през 1538 г. с Хуго фон Лайзниг.

## Фамилия
Ото I фон Лайзниг се жени пр. 7 май 1323 г. за бургграфиня Елизабет фон Алтенбург († 19 август 1363/11 март 1364), единствена дъщеря и наследничка на бургграф Албрехт IV фон Алтенбург († 1327/1328), господар на Роксбург, Валдхайм, и Спиника Кутел († 1340). Те имат пет деца:
- Ото фон Лайзниг († сл. 1363/1367), бенедиктанец (1353 – 1367) и пропст на Пениг (1367)
- Албрехт VIII фон Лайзниг († 8 декември 1411), бургграф на замък Лайзниг (1353 – 1387), господар на Роксбург (1358 – 1408) и Пениг (1359 – 1408), женен за София фон Валденбург († сл. 1394)
- Агнес фон Лайзниг († сл. 6 декември 1359), омъжена пр. 4 март 1355 г. за фогт Хайнрих III Ройс фон Плауен, господар на Грайц († пр. 18 август 1368)
- Бригита (Юта) фон Лайзниг, омъжена сл. 2 ноември 1343 г. за Херман VI фон Шьонбург-Кримитцшау († 1382), син на Фридрих (Фриц) IV фон Шьонбург-Кримитцшау-Щолберг († сл. 1347/1363)
- Георг I фон Лайзниг († сл. 1365)